# Tim Baar
Tim Baar, fälschlicherweise auch als Tim Barr geführt, (* 27. Dezember 1912 in Chicago, Vereinigte Staaten; † 9. März 1977 in Los Angeles) war ein US-amerikanischer Spezialeffektekünstler und Oscarpreisträger.

## Leben und Wirken
Über Baars Herkunft, Ausbildung und Werdegang ist nichts überliefert. Vermutlich stieß er in der zweiten Hälfte der 1930er Jahre ins Filmgeschäft und war seit dem Zweiten Weltkrieg zunächst vor allem für die Universal Studios tätig, deren Horrorfilme er effekttechnisch betreute. Nach dem Krieg, als Baar vorübergehend als Aufnahme- bzw. Produktionsleiter von Kurzfilmen eingesetzt worden war, bereicherten Baars Effekte eine Reihe von Klassikern des Science-Fiction- und Fantasyfilms, darunter Der jüngste Tag, Robur, der Herr der sieben Kontinente, Cecil B. DeMilles Bibel-Monumentalfilm Die zehn Gebote und Nathan Jurans Der Herrscher von Cornwall.
Die Wiederbegegnung mit George Pal, mit dem er bereits 1951 beim Jüngsten Tag zusammengearbeitet hatte, sollte sich für Baar als sehr nützlich erweisen. Baar kreierte 1959 die mannigfaltigen Spezialeffekte für Pals kongeniale H.-G.-Wells-Verfilmung Die Zeitmaschine und wurde dafür, zusammen mit seinem Kollegen Gene Warren, 1961 mit einem Oscar belohnt. Daraufhin kooperierten Pal und Baar auch bei Pals beiden Folgeproduktionen Die Wunderwelt der Gebrüder Grimm und Der mysteriöse Dr. Lao. Mit seinen Effekten zu Steven Spielbergs Tierschocker-Klassiker Der weiße Hai beendete Tim Baar 1974 seine erfolgreiche Laufbahn.

## Filmografie
- 1942: The Mummy’s Tomb
- 1943: Das Phantom der Oper (Phantom of the Opera)
- 1943: Das zweite Gesicht (Flesh and Fantasy)
- 1951: Der jüngste Tag (When Worlds Collide)
- 1956: Die zehn Gebote (The Ten Commandments)
- 1959: Die Zeitmaschine (The Time Machine)
- 1959: Der Herrscher von Cornwall (Jack, the Giant Killer)
- 1960: Mördersaurier (Dinosaurus!)
- 1960: Robur, der Herr der sieben Kontinente (Master of the World)
- 1961: Die Wunderwelt der Gebrüder Grimm (The Wonderful World of the Brothers Grimm)
- 1963: Der mysteriöse Dr. Lao (7 Faces of Dr. Lao)
- 1968: Der Hengst im grauen Flanellanzug (The Horse in the Gray Flannel Suit)
- 1969–70: H.R. Pufnstuf (Fernsehserie)
- 1972: Beware! The Blob! (auch Filmrolle)
- 1974: Der weiße Hai (Jaws)